# Francis George Fowler
Francis George Fowler, meist als F. G. Fowler zitiert, (* 3. September 1870 in Tunbridge Wells; † 1918) war ein britischer Lexikograph, Philologe und Anglist.
Fowler besuchte die St. Paul´s School und studierte ab 1888 am Peterhouse College in Cambridge, mit einem Abschluss 1. Klasse in den Classical Tripos 1892 (und dem B.A. im selben Jahr). 1897 erhielt er seinen M.A. Abschluss. Er lebte auf Guernsey, wo er Obst anbaute und 1903 seine Zusammenarbeit mit seinem älteren Bruder Henry Watson Fowler begann. Zunächst veröffentlichten sie eine Übersetzung von Lukian von Samosata, gefolgt von ihrer Stilfibel The King´s English, die 1906 erschien. Sie arbeiteten an einer erweiterten Ausgabe (woraus später das bekannte Buch Dictionary of Modern English Usage seines Bruders wurde, erschienen 1926 und F. G. Fowler gewidmet) und am Pocket Oxford Dictionary, als der Erste Weltkrieg ausbrach. Beide Brüder meldeten sich freiwillig und Francis George Fowler zog sich im Feld eine Tuberkulose zu, an der er 1918 starb.

## Schriften
- mit H. W. Fowler: The King’s English. Clarendon Press, Oxford 1906, gekürzte Ausgabe 1908.
- mit H. W. Fowler: Concise Oxford Dictionary. Clarendon Press, Oxford 1911, 2. Auflage 1929.
- mit H. W. Fowler: Pocket Oxford Dictionary. Clarendon Press, Oxford 1924.